# (480803) 2016 PJ62
(480803) 2016 PJ62 es un asteroide perteneciente al cinturón de asteroides, descubierto el 28 de octubre de 2011 por el equipo del Mount Lemmon Survey desde el Observatorio del Monte Lemmon, Arizona, Estados Unidos.

## Designación y nombre
Designado provisionalmente como 2016 PJ62.

## Características orbitales
2016 PJ62 está situado a una distancia media del Sol de 3,190 ua, pudiendo alejarse hasta 3,820 ua y acercarse hasta 2,561 ua. Su excentricidad es 0,197 y la inclinación orbital 11,96 grados. Emplea 2081,93 días en completar una órbita alrededor del Sol.

## Características físicas
La magnitud absoluta de 2016 PJ62 es 15,8.